# Kanton Rätien
|  | Dieser Artikel oder Abschnitt wurde wegen inhaltlicher Mängel auf der Qualitätssicherungsseite der Redaktion Geschichte eingetragen (dort auch Hinweise zur Abarbeitung dieses Wartungsbausteins). Dies geschieht, um die Qualität der Artikel im Themengebiet Geschichte auf ein akzeptables Niveau zu bringen. Dabei werden Artikel gelöscht, die nicht signifikant verbessert werden können. Bitte hilf mit, die Mängel dieses Artikels zu beseitigen, und beteilige dich bitte an der Diskussion! |

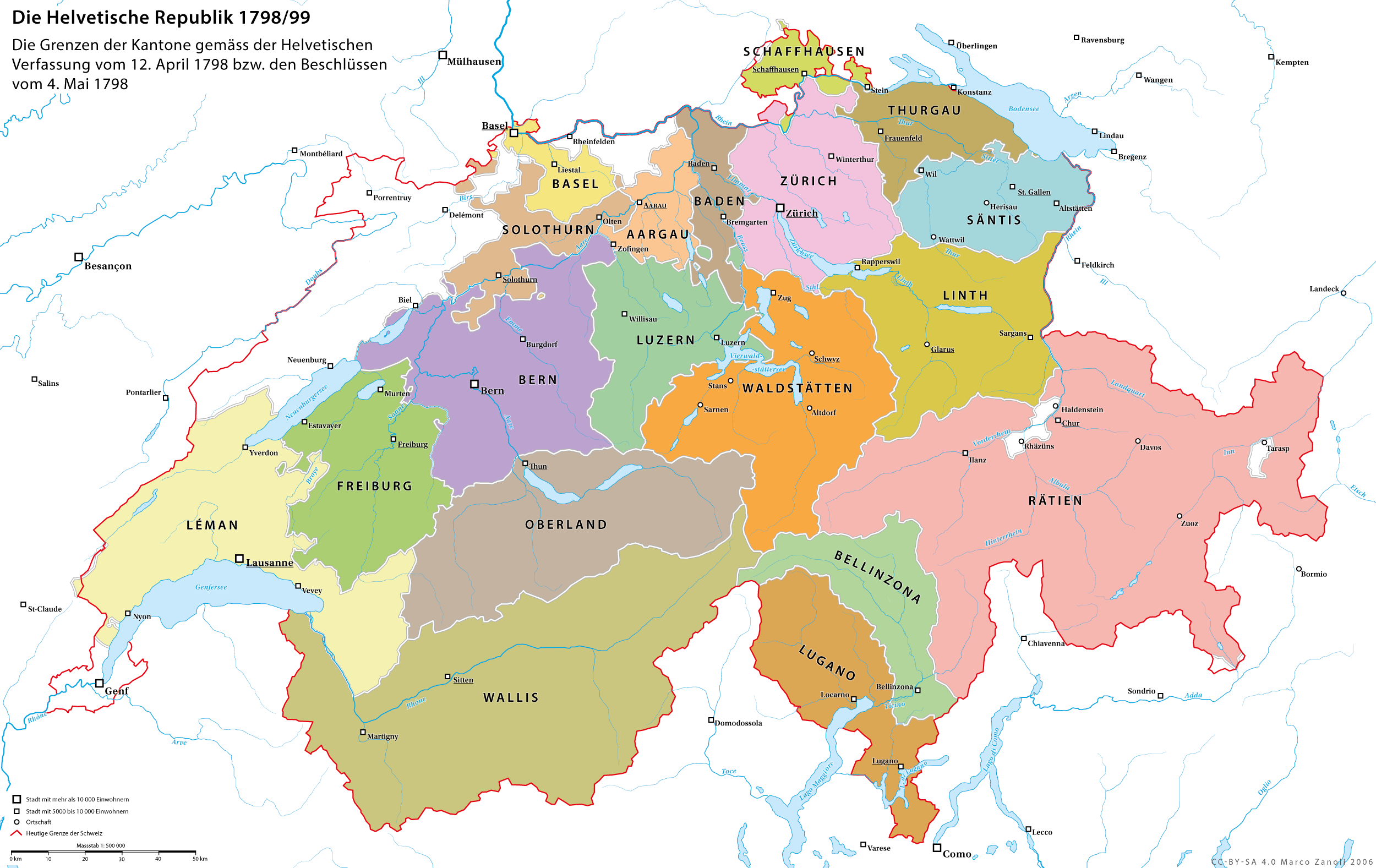
Der Kanton Rätien im Osten

Der Kanton Rätien (rätoromanisch Chantun Rezia) war von 1799 bis 1803 ein Kanton der Helvetischen Republik auf dem Gebiet des heutigen Kantons Graubünden. Er gilt als Nachfolger der Republik der drei Bünde, einem unabhängigen Staat, welcher mit der Alten Eidgenossenschaft, einem Vorgänger der heutigen Schweiz, verbündet war.

## Geschichte
Die Republik der Drei Bünde verwehrte den italienischsprachigen, katholischen Untertanengebieten eine weitergehende Autonomie oder gar eine gleichberechtigte Behandlung als Vierter Bund. Da die Untertanengebiete Veltlin, Bormio und Chiavenna und die anderen Gebiete eine grössere Bevölkerung als die Drei Bünde hatten, befürchteten sie eine Machtverschiebung zugunsten der Katholiken. Daher sagten sich die Untertanengebiete 1797 von den Drei Bünden los und schlossen sich der  Cisalpinischen Republik an. Napoleon hatte sich vergeblich um einen Kompromiss bemüht. Die Republik der drei Bünde verlor dadurch ihre wirtschaftlich wichtigen Gebiete im heutigen Italien, das Gebiet der heutigen Provinz Sondrio.
Am 6. August 1798 sollte ein Referendum entscheiden, ob sich die Drei Bünde der Anfang des Jahres geschaffenen  Helvetischen Republik anschliessen oder selbstständig bleiben sollten. Die Franzosen hatten die Helvetische Republik genauso wie die Cisalpinische Republik als einen Pufferstaat zum Schutz ihrer Revolution gegen die Monarchien Europas errichtet. Die Bündner Alpenpässe waren wichtig, um die beiden Territorien miteinander zu verbinden. Deshalb drängte Frankreich die Drei Bünde, sich der Helvetischen Republik anzuschliessen. Österreich hingegen bot den Bündnern ihren Schutz an, da diese über keine eigene Armee verfügten.
Von den 61 Gerichten stimmten 34 für die Beibehaltung des Status quo, also Unabhängigkeit, 11 stimmten für den Beitritt zur französisch dominierten Helvetischen Republik, die Restlichen verlangten die Entscheidung zu vertagen. Die Mehrheit hatte sich also für den Schutz durch Österreich entschieden. Sicher hatte bei der Entscheidung die Enttäuschung über den Verlust der Untertanengebiete eine Rolle gespielt, hatten doch die Franzosen die Cisalpinische Republik gegründet.
Am 18. Oktober 1798 marschierte der österreichische General Franz Xaver von Auffenberg mit Unterstützung von lokalen anti-schweizerischen und anti-französischen Milizen im Rahmen des  Zweiten Koalitionskriegs in die Republik der drei Bünde ein. Die Republik hatte damit ihre Neutralität aufgegeben und begab sich unter den Schutz der Österreicher. Im März 1799 marschierten französische Truppen unter General Masséna in das Gebiet des heutigen Graubünden ein und schlugen General Auffenberg am 7. März 1799 in der Schlacht um den St. Luzisteig. Dabei wurden 800 österreichische Soldaten und 150 sogenannte ‹Angehörige der österreichischen Partei› gefangen genommen – letztere wurden als Geiseln nach Salins-les-Bains deportiert. Masséna stiess weiter auf Chur vor und konnte in den darauffolgenden Tagen nicht nur die gesamte Artillerie, Munition und Vorräte der Österreicher erbeuten und viele Kriegsgefangene machen, sondern auch General Auffenberg gefangen nehmen. Am 21. April 1799 unterzeichnete die Republik der drei Bünde in Chur einen Vertrag mit der Helvetischen Republik und wurde Mitglied des französisch kontrollierten Einheitsstaates.
Nach dem Waffenstillstand von Parsdorf unterzeichnet am 15. Juli 1800 war der Kanton dreigeteilt. Die Gebiete westlich des Alpenrheins und des Hinterrheins waren von französischen Truppen besetzt, das Engadin und das Münstertal von Österreich. Die restlichen Gebiete der ehemaligen Republik der Drei Bünde war von keiner der kriegsführenden Mächte besetzt.
1802 wurden die österreichischen Truppen vertrieben. Aufgrund dessen hoffte der Kanton auf seine Unabhängigkeit. Doch schon kurze Zeit später versuchten andere Kräfte die Bünde an sich zu reissen. Der einzige Ausweg, einen Rest seiner bündnerischen bzw. rätischen Identität zu retten und zu bewahren, bestand darin, sich als fester Bestandteil an die Helvetik zu binden. Zuerst zeigten sich andere Kantone feindlich gegenüber einem Beitritt der Bündner, denn sie waren selbst schon untereinander zerstritten. Der Anschluss wurde aber trotzdem vollzogen und von den Unitariern willkommen geheissen, jedoch nicht von der gegnerischen Partei, den Föderalisten. Nach langen Machtkämpfen zwischen den beiden Parteien wurde entschieden, sich mit einem Vertrag an die Helvetik anzuschliessen. Diese Entscheidung stellte sich insofern als sinnvoll heraus, als im Januar 1802 Rätien eine Invasion französischer Truppen erlitt und auf die Unterstützung der anderen Kantone angewiesen war. 1803 entstand aus Rätien durch die Mediationsakte Napoleons der Kanton Graubünden.

## Die beiden Parteien und die Regierung
Die Regierung bestand hauptsächlich aus zwei Parteien. Diese hatten je einen wichtigen Vertreter:
- Die Föderalisten wurden vom Zuger Joseph Leonz Andermatt vertreten, der sich nach aussen immer sehr unschlüssig gab. Er stand für die alte, konservative Herrschaft ein und wollte sich nicht der Helvetik anschliessen.
- Die Unitarier, die in der Unterzahl waren, hatten den Hauptvertreter Gaudenz Planta, der für seine radikale Art bekannt war. Er war ein Verfechter der höheren Staatsinteressen und neuen helvetischen Ordnung. Durch seine Redegewandtheit konnte er sich, trotz der hohen Anzahl seiner Gegner, gut in der Regierung durchsetzen.

Im Oktober 1801 wurde Gaudenz Planta seines Amtes enthoben und abgesetzt. Nur 4 Tage später wurde die Tagsatzung durch einen von Föderalisten beherrschten Senat ersetzt. Davor hatten mehrheitlich die Unitarier mit Gaudenz Planta das Sagen.
Da sich die Streitereien auch oft auf die Bürger auswirkten, gab es teils Grund zur Annahme eines bevorstehenden Bürgerkrieges, denn es gab immer wieder Situationen, in denen das Volk stark rebellierte.

## Die Verfassung
Da Napoleon aus der Helvetik einen zentralisierten Verwaltungsstaat nach französischem Vorbild machen wollte, liess er im April 1801 die Malmaisoner-Verfassung erarbeiten, da bis zu diesem Zeitpunkt noch keine einheitliche Verfassung vorhanden war. Sie wurde am 29. Mai verabschiedet und diente dazu, die Kantone zu vereinigen und Gesetze festzulegen, die für alle gelten sollten. Im Oktober wurde die Verfassung verbessert, ergänzt und die Unitarier gaben ihre Zustimmung. Die Verfassung besagte u. a., dass jeder Kanton einen Staatsmann zugeteilt bekommt, der für die Einhaltung der Gesetze sorgt und für Ruhe und Ordnung im Volk verantwortlich ist.